# Regionalwahl in Umbrien 1985
Die Regionalwahl in Umbrien 1985 fand am 12. und 13. Mai statt.

## Wahlergebnis
| Listen            | Listen                                        | Stimmen | %    | Mandate |
| ----------------- | --------------------------------------------- | ------- | ---- | ------- |
|                   | Partito Comunista Italiano                    | 258.806 | 44,3 | 14      |
|                   | Democrazia Cristiana                          | 160.388 | 27,5 | 9       |
|                   | Partito Socialista Italiano                   | 84.587  | 14,5 | 4       |
|                   | Movimento Sociale Italiano – Destra Nazionale | 36.960  | 6,3  | 2       |
|                   | Partito Repubblicano Italiano                 | 14.996  | 2,6  | 1       |
|                   | Partito Socialista Democratico Italiano       | 9.840   | 1,7  | –       |
|                   | Democrazia Proletaria                         | 7.188   | 1,2  | –       |
|                   | Partito Liberale Italiano                     | 5.197   | 0,9  | –       |
|                   | UV – Partito Democratico – UPAP – Ecologia    | 2.326   | 0,4  | –       |
|                   | Liga Veneta – Alleanza Italiana Pensionati    | 2.103   | 0,4  | –       |
|                   | Partito Nazionale Pensionati                  | 1.183   | 0,2  | –       |
| Gesamt            | Gesamt                                        | 583.574 | 100  | 30      |
|                   |                                               |         |      |         |
| Ungültige Stimmen | Ungültige Stimmen                             | 28.104  | 4,6  |         |
| Wähler            | Wähler                                        | 611.678 | 92,5 |         |
| Wahlberechtigte   | Wahlberechtigte                               | 661.169 |      |         |